# USS Pledge (AM-277)
USS Pledge (AM-277) trałowiec typu Admirable służący w United States Navy w czasie II wojny światowej. Służył na Atlantyku, następnie na północnym Pacyfiku. W czasie wojny koreańskiej wpłynął na minę i zatonął.
Stępkę okrętu położono 1 lipca 1943 w stoczni Gulf Shipbuilding Corp. w Chickasaw (Alabama). Zwodowano go 23 grudnia 1943, matką chrzestną była C. A. Bender. Jednostka weszła do służby 29 lipca 1944, pierwszym dowódcą został Lt. Thomas Knotts.
Brał udział w działaniach II wojny światowej. Zatonął na minie w czasie wojny koreańskiej.

## Odznaczenia
"Pledge" otrzymał 1 battle star za służbę w czasie II wojny światowej. Za służbę w czasie wojny koreańskiej okręt otrzymał Presidential Unit Citation